# Jeanne Henriquez
Jeanne Dionise Henriquez (Otrobanda, 9 oktober 1946) is een Curaçaos historica, feministe en activiste. 

## Leven en werk
Jeanne Henriquez werd geboren in het stadsdeel Otrobanda als eerste van drie dochters van Plinio Miguel Henriquez, laboratoriumanalist van de Shell-raffinaderij en zijn vrouw Carmita Nicolasia Hernandez. Haar moeder was naaister en poppenmaakster en ontving in 1988 voor haar folkloristische ontwerpen uit de Afro-Curaçaose cultuur de Cola Debrotprijs. Na de middelbare school startte Jeanne Henriquez in Curaçao haar opleiding tot onderwijzeres en voltooide deze in 1968 aan de Pabo in Breda. Twee jaar later zette zij haar studie voort en behaalde het doctoraalexamen in sociaal-economische geschiedenis aan de Universiteit Utrecht. Haar scriptie handelde over de sociale en economische impact van de Trans-Atlantische slavenhandel op de geschiedenis van Curaçao.
Henriquez begon haar loopbaan aan het Peter Stuyvesant College (PSC) in Willemstad, waar zij lerares geschiedenis was van 1976 tot 1988. Hierin kwam een korte onderbreking toen zij tussen 1979 en 1980 werd aangesteld als tijdelijk hoofd van het Centraal Historisch Archief (CHA) van de Nederlandse Antillen. Vanaf 1984 was zij tevens decaan van het PSC en docente aan de lerarenopleiding. Onder invloed van Joceline Clemencia schreef zij in die tijd verschillende artikelen over de relatie van het eiland tot het Koninkrijk der Nederlanden en werkte zij met vrouwen die in armoede leefden. In 1982 kreeg zij een zoon, Ray Asim Henriquez, en koos ervoor om hem als alleenstaande moeder op te voeden. Henriquez maakte tussen 1984 en 1987 deel uit van de redactie van het halfjaarlijkse tijdschrift van het CHA, genaamd Lanternu. In de jaren tachtig werkte ze als mederedacteur aan het script voor een serie van vijftien video's, die tot doel had over de koloniale en postkoloniale geschiedenis van Curaçao een evenwichtig beeld te geven zonder de eurocentrische blik zoals in leerboeken te doen gebruikelijk was. Nadat de serie was gepresenteerd, werden de transcripties als boeken gepubliceerd.

Met haar zoontje verhuisde Henriquez in 1988 naar Washington D.C., waar zij zich inschreef voor het vrouwenstudiesprogramma aan de George Washington-universiteit. Tijdens haar studie werkte ze in een jeugdprogramma dat lesmateriaal en informatie over HIV/AIDS gaf aan jongvolwassenen en later ook als stagiaire in een verkrachtingscrisiscentrum. Na het behalen van haar masterdiploma in vrouwenstudies in 1991 keerde zij terug naar Curaçao en werd projectleider en later directeur van het vrouwencentrum Sentro pa Desaroyo di Hende Muhé, kortweg Sentro di Dama (SEDA). Hier werkte Henriquez voornamelijk met vrouwen met een laag inkomen en verzorgde zij in de eigen Papiamentse taal trainingen en materialen over de preventie van en crisisinterventie bij huiselijk geweld. Ook gaf zij advies over onderwijs en kansen op werk. Daarnaast publiceerde Henriquez verschillende werken over vrouwen en hun levens; waaronder getuigenissen van alleenstaande moeders op Curaçao (1990), een gedicht Appèl van een moeder (1992), videoscripts over het leven van werkende vrouwen (1994) en biografieën van zes vrouwelijke gevangenen (1996).

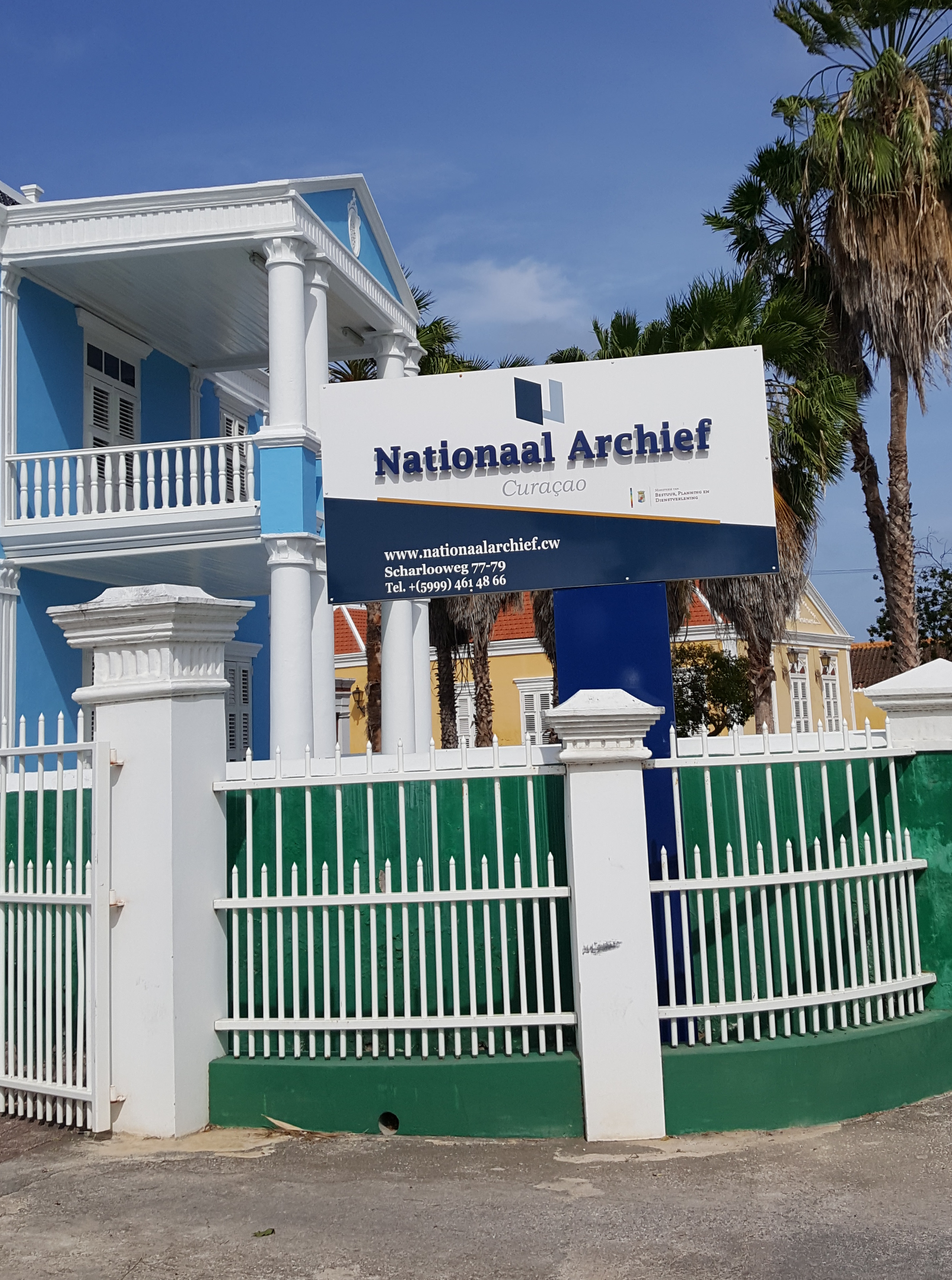
Nationaal Archief Curaçao

Van 1998 tot haar pensionering in 2004 was Henriquez hoofd public relations van het Nationaal Archief van Curaçao. In die hoedanigheid organiseerde ze in 1999 een tentoonstelling gewijd aan de Curaçaose feministe Adèle Rigaud en werd het programma uitgebreid met andere invloedrijke feministes. Zij had zich ook als lid aangesloten bij de Caribbean Association for Feminist Research and Action (CAFRA), het regionale netwerk van progressieve vrouwengroepen. In 2002 publiceerde zij het naslagwerk Kòrsou su muhénan pionero (De vrouwelijke pioniers van Curaçao) met 75 biografieën van innoverende vrouwen die in de Curaçaose maatschappij een belangrijke bijdrage hebben geleverd in het onderwijs, politiek, cultuur en sociaal-economische sector. In hetzelfde jaar leidde ze een samenwerkingsconferentie met UNESCO over de Afrikaanse diaspora. De conferentie evalueerde nieuwe methodes om slavernij en de impact ervan voor het Caribisch gebied te bestuderen.

Tussen 2004 en 2006 werkte Henriquez als onafhankelijk historisch onderzoeker en adviseur aan de studie van de Curaçaose emancipatie. Tussen 2005 en 2013 was zij projectleider en curator van het Tula Museum, gewijd aan de verzetsstrijder Tula, die de Curaçaose slavenopstand van 1795 leidde. Ze was pleitbezorgster voor eerherstel van Nederland voor Tula en ook voor meer erkenning van Bandabou voor diens rol bij de emancipatiestrijd van Tula. 

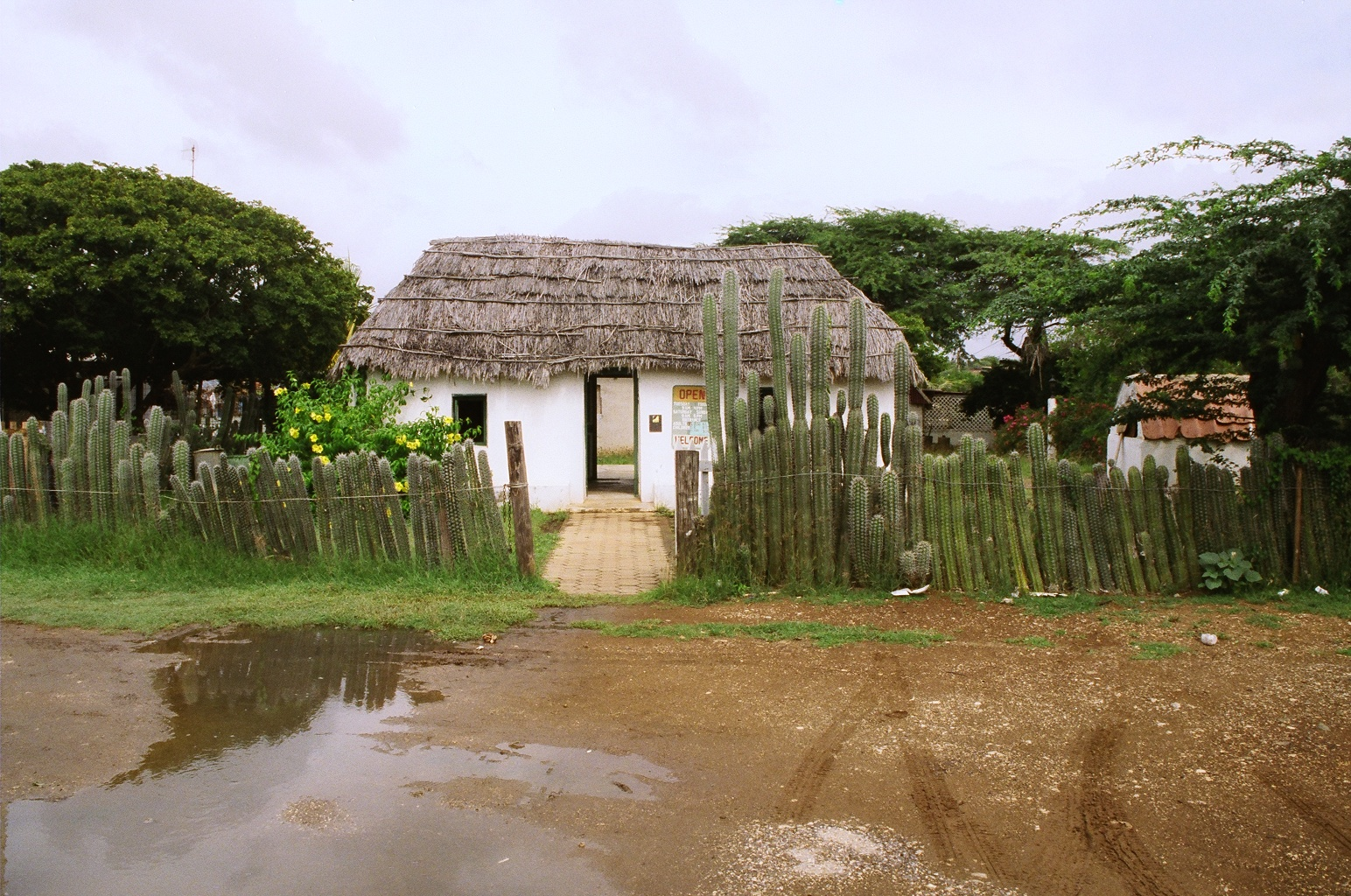
Slavenhuisje in het openluchtmuseum Kas di Pal'i Maishi

 In 2013 was zij projectleider voor de reconstructie van het slavenhuisje in het openluchtmuseum Kas di Pal'i Maishi en hielp ze bij de oprichting van het Kenniscentrum Slavernijerfgoed dat in het museum is gevestigd. Ze werkte, onder meer met Rose Mary Allen, aan projecten om oral history te verzamelen en publiceerde in 2013 een handleiding over methodologieën van oral history.
Henriquez was bestuurlijk actief bij diverse maatschappelijke organisaties. Ten aanzien van de cultuurhistorie was zij voorzitter van Fundashon Kultural Bandabou en bestuurslid van Fundashon Museo Tula en Plataforma Berdat Historiko. Voor wat betreft de bestrijding van geweld tegen vrouwen, kindermisbruik, huiselijk en relationeel geweld was zij onder meer voorzitter van de stichtingen Dedima en Aliansa en van 2006 tot 2010 bestuurslid van het Netwerk voor de Gezondheid van Vrouwen in Latijns-Amerika en het Caribisch gebied (Red de Salud de Mujeres Latinoamericanas y del Caribe, RSMLAC)) en Bos di Hubentut. Sedert 2022 fungeert zij als voorzitter van de Curaçaose Nationale Commissie Herdenking 160 jaar Afschaffing Slavernij in het Koninkrijk.
Henriquez ontving in 2013 de prijs van de stichting Fundashon Kultural Bandabou voor haar werk in het Tula Museum en werd voor haar activisme op het gebied van vrouwenrechten en de Afro-Curaçaose gemeenschap in 2015 onderscheiden met het Krus di Mérito Kòrsou.

## Publicaties
- 1991 - From the Womb: Curaçaoan Women Speak Out about Their Identity, George Washington University
- 1993 - E yu ku no ta rekonosé (2), Sentro pa Desaroyo di Hende Muhe (SEDA), Curaçao
- 2002 - Kòrsou su muhénan pionero, Archivo Nashonal di Antia Hulandes, Curaçao, ISBN 978 99904 0 431 9
- 2013 - Historia Oral ta historia di pueblo: un metodo pa investigacion di historia oral, Centro di Investigation y Documentacion di Universidad di Aruba, ISBN 978 99904 1 690 9